# NGC 6675
NGC 6675 (również PGC 62149 lub UGC 11305) – galaktyka spiralna (Sbc), znajdująca się w gwiazdozbiorze Lutni. Odkrył ją Auguste Voigt w lipcu 1865 roku. Niezależnie odkrył ją Truman Safford 28 września 1866 roku.